# خرس‌واش غول
خرس‌واش غول (نام علمی: Nolina parryi) نام یک گونه از سرده خرس‌واش است.